# Отдельный артиллерийский дивизион особой мощности РККА
Отдельный артиллерийский дивизион особой мощности (оадн ОМ) — тактическое формирование артиллерии особой мощности Рабоче-крестьянской Красной армии периода Великой Отечественной войны.

## История
Первые отдельные артиллерийские дивизионы особой мощности были созданы ещё до войны. К концу войны в составе РККА находилось около 20 отдельных дивизионов особой мощности. Имели ограниченное применение в годы Великой Отечественной войны, как правило, при штурмах городов и контрбатарейной борьбе. К примеру, при штурме Кёнигсберга были использованы 9 дивизионов особой мощности (52 гв., 75, 105, 226, 245, 316, 328, 329, 330). 330-й дивизион занимался разрушением форта № 10 под Кёнигсбергом, использовав несколько сотен выстрелов, что позволило сломить моральный дух гарнизона.
Дивизионы использовались для нанесения ударов по г. Ржев в сентябре 1942 года в ходе Первой Ржевско-Сычёвской операции, в операциях по расширению коридора в Ленинград, при прорыве укреплений на Перекопе, в штурме Севастополя, в операции «Багратион», применялись для ударов по центру Берлина в ходе штурма города в 1945 году.

## Состав и вооружение
Отдельные артиллерийские дивизионы особой мощности состояли из трёх 2-орудийных батарей мортир калибра 280 мм, 210 мм или гаубиц 305 мм.
280-мм мортира Шнейдера образца 1914/15 годов была на вооружении 315, 316-го (перевооружался на Бр-5) дивизионов.
280-мм мортира образца 1939 года (Бр-5) была на вооружении 32, 34, 40, 226, 245-го дивизионов.
305-мм гаубица образца 1915 года была на вооружении 322, 328, 329, 330, 331-го дивизионов.
75-й дивизион имел трофейные 210-мм мортиры Круппа.